# Fiesta de la Hispanidad (Guadalupe)
La Fiesta de la Hispanidad se celebra cada 12 de octubre desde 1928. Desde entonces se conmemora en Guadalupe (Extremadura, España) la coronación canónica de la Virgen de Guadalupe como Reina de la Hispanidad (también denominada "Reina de las Españas"), por el Primado de España, el Cardenal Pedro Segura (legado especial de S.S. Pío XI), en presencia del rey Alfonso XIII, cuya inscripción latina, con el correspondiente título, está grabada en la lustrina de la imperial Corona, siendo la única portadora con dicha distinción oficial, firmada por el Papa en Roma en el Decreto de Coronación de Santa María de Guadalupe (de Extremadura, España) el 12 de agosto de 1928. Esto se debe a que Colón bautizó una isla con este nombre en 1493 y a que, desde el siglo XVI, se extendió por Hispanoamérica la devoción a una representación diversa de la Virgen de Guadalupe, por ser el mayor símbolo de la evangelización en América (celebrándose el Día de la Virgen de Guadalupe de México el 12 de diciembre).
El 12 de octubre de 1978 ("Día de la Hispanidad") el rey Juan Carlos I y toda la Familia Real acudieron al Real Monasterio de Santa María de Guadalupe para un acto conmemorativo de los 50 años de la Coronación canónica de la Virgen de Guadalupe como Reina de la Hispanidad.
En 1993 la Unesco declaró a todo el conjunto del Monasterio y la Basílica de Guadalupe (Extremadura, España) como Patrimonio de la Humanidad, destacando la íntima vinculación del santuario de Guadalupe, tanto con el descubrimiento de América como con su colonización y evangelización, mencionando la importancia de "la célebre estatua de la Virgen de Guadalupe, que se convirtió en un poderoso símbolo de la cristianización de gran parte del Nuevo Mundo".

La Fiesta Nacional de España es la denominación oficial actual que recibe el día nacional de España, que coincide con la celebración canónica del "Día de la Hispanidad", declarada en 2007 Fiesta de Interés Turístico en Extremadura, siendo una de las de mayor dimensión hispanoamericana y de gran atractivo turístico, a través de los lazos intercurturales, coincidiendo en el calendario con otros eventos importantes,
como las Fiestas del Pilar, dando lugar a errores en la atribución del título de "Reina de la Hispanidad", cuyo título sólo ostenta la Virgen de Guadalupe de manera oficial.
La Virgen de Guadalupe es Patrona de Extremadura y Reina de la Hispanidad.

## Historia

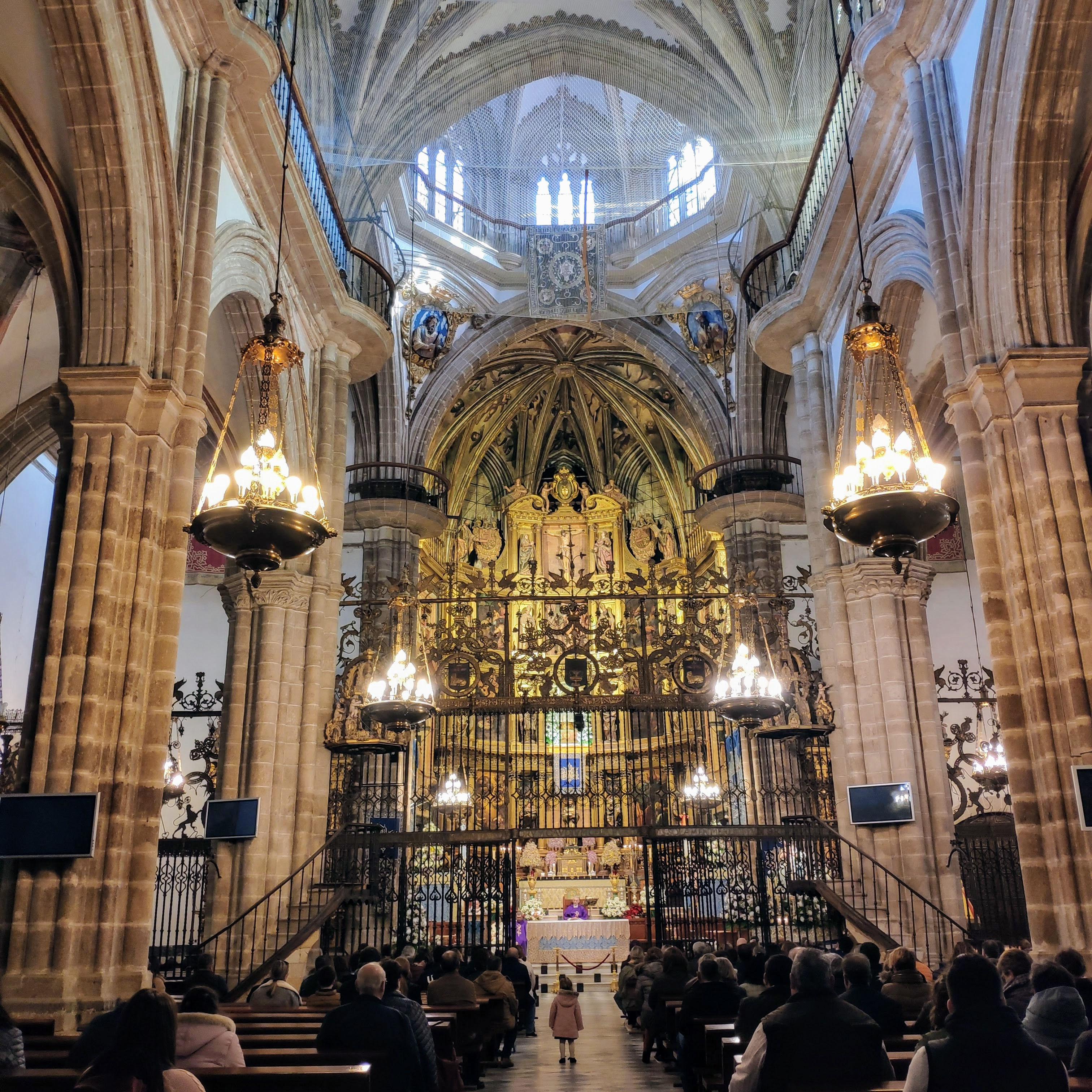
Nave central y altar mayor de la Basílica del Real Monasterio de Santa María de Guadalupe.

La Fiesta de la Hispanidad, celebrada cada 12 de octubre, en conmemoración de la Coronación canónica de la Reina de la Hispanidad (1928), se hizo coincidir con la llegada de las naves de Colón al Nuevo Mundo, que tuvo lugar un 12 de octubre de 1492.
En Guadalupe (España) Cristóbal Colón se entrevistaría con los Reyes Católicos antes de su partida, llegando a bautizar una de las islas con el nombre de Guadalupe (1493), y a su regreso los primeros indios fueron bautizados en el Real Monasterio de Santa María de Guadalupe (1496), por los fuertes vínculos que hicieron de la advocación mariana de la Virgen de Guadalupe la que más se expandió por la América Hispana, de la mano de conquistadores, misioneros y colonizadores.
En 1929 se funda la Guardia de Honor, conocida actualmente como Real Asociación de Caballeros de Santa María de Guadalupe, que se comprometen a preservar la tradición de la Fiesta de la Hispanidad en honor a su patrona, la Virgen de Guadalupe (Extremadura, España), Coronada un 12 de octubre de 1928.
Desde 1987 la Fiesta Nacional de España es la denominación oficial actual que recibe el Día Nacional de España, cuya fiesta estatal coincide con la celebración canónica del "Día de la Hispanidad", manteniendo su denominación tradicional.
El 12 de octubre de 1978 ("Día de la Hispanidad") los Reyes de España acudieron Guadalupe para un acto conmemorativo de los 50 años de la Coronación canónica de la Reina de la Hispanidad.
En 2007 la fiesta es declarada Fiesta de Interés Turístico en Extremadura.

## Fiesta

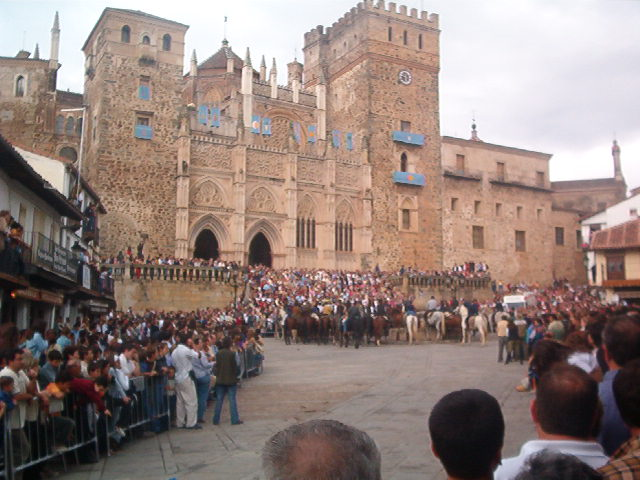
Fiesta del Día de la Hispanidad en Guadalupe (imagen del 12 de octubre de 2003).

La Real Asociación de Caballeros de Santa María de Guadalupe se encarga de llevar a cabo los actos, en cuyo lugar se dan citan una gran afluencia de personas que peregrinan desde varios puntos de Extremadura y de España al Real Monasterio de Santa María de Guadalupe, donde tendrá lugar la solemne Eucaristía y la célebre investidura de los nuevos Caballeros con la imposición de bandas, congregándose ante la fachada del Monasterio de Santa María de Guadalupe los caballeros y las hermandades, con una ofrenda floral, para rendir homenaje a la Patrona de Extremadura y Reina de la Hispanidad; única que ostenta tal distinción oficial. Posteriormente la procesión de los Caballeros y la Virgen por la Plaza Mayor, con sus insignias y estandartes, en un acto solemne en procesión, en la que también tendrá lugar la célebre marcha ecuestre (marcha típica de la Hispanidad).
Desde el año 1929 se celebran anualmente en Guadalupe las Jornadas de Solidaridad entre los Pueblos Hispanos, organizadas por la Real Asociación de Caballeros de Santa María de Guadalupe, oficiosamente conocidas como Jornadas de la Hispanidad, y la Gala Hispanidad, en la que personajes relevantes se reúnen para debatir en torno a temas y figuras históricas relacionadas con el movimiento hispánico, en su dimensión hispanoamericana, así como actividades culturales en torno al Museo de la Hispanidad y la entrega de los tradicionales Premios Fundación "Guadalupe-Hispanidad. Para finalizar el Concierto de la Hispanidad a cargo de la Orquesta de Extremadura.

### Vídeos
- Los Reyes de España en Guadalupe (Día de la Hispanidad) - Filmoteca Española, en www.rtve.es
- 12 de octubre de 1978 (Día de la Hispanidad) - Visita Reyes de España a Guadalupe (Extremadura), con motivo del cincuentenario de la Coronación de la Virgen de Guadalupe como Reina de la Hispanidad, en YouTube
- Cientos de peregrinos honran a la Virgen de Guadalupe como Reina de las Españas, en Canal_Extremadura Archivado el 10 de octubre de 2017 en Wayback Machine.
- Coronación de Santa María de Guadalupe como Reina de las Españas (12 de octubre de 1928) - Filmoteca de Extremadura
- La Hispanidad en Guadalupe (Fiesta de Interés Turístico)
- La Primera Virgen de Guadalupe no es mexicana, en YouTube

- Datos: Q41799593